# Cześnik
Cześnik – urzędnik nadworny w średniowiecznej Polsce (XIII wiek), dbający o „piwnicę” monarchy, a podczas biesiady podający mu puchary z winem. Od XIV w. urząd ten stał się honorowy (na przykład cześnik koronny), a więc niepociągający za sobą żadnych obowiązków. W Rzeczypospolitej Szlacheckiej był niższym urzędem ziemskim (w hierarchii urzędów (1768) w Koronie przed łowczym i za podstolim, na Litwie przed horodniczym i za podczaszym).

## Tytuły odojcowskie i odmężowskie
Tradycyjnie dzieci cześnika miały prawo do tytułu odojcowskiego. Dla synów tytułem takim był cześnikowic, a dla córek cześnikówna. Żony cześnika miały prawo do tytułu odmężowskiego – cześnikowa.

## Kultura polska
W kulturze polskiej urząd pojawia się w komedii Zemsta Aleksandra Fredry, gdzie jednym z jej bohaterów jest cześnik Maciej Raptusiewicz, oponent rejenta Milczka w sporze o mur.
Cześnikowa natomiast jest jedną z postaci w operze Straszny dwór z librettem Jana Chęcińskiego i muzyką Stanisława Moniuszki, stryjenką dwóch młodych żołnierzy, głównych męskich bohaterów dzieła, Zbigniewa i Stefana. Jako pierwsza dom Miecznika z Kalinowa określa tytułowym mianem Strasznego dworu i snuje intrygę mającą na celu niedopuszczenie do spotkania bratanków z córkami starego przyjaciela ich ojca, chcąc ożenić chłopców z córkami zaprzyjaźnionej z nią samą Skarbnikowej ze Skier.